# Dietmar Hötger
Dietmar Hötger (n. 8 iunie 1947, Hoyerswerda, Landkreis Hoyerswerda⁠(d), Germania) este un judocan ce a reprezentat Germania, medaliat olimpic. A participat la 2 ediții ale Jocurilor Olimpice (1972, 1976) în care a câștigat o medalie de bronz.